# متحف سكك حديدية (أثينا)
متحف السكك الحديدية في أثينا (بالإنجليزية: Railway Museum of Athens) متحف في أثينا في اليونان، تكفّلَت بتأسيسه السكك الحديدية اليونانية في عام 1978. ويقع حاليًّا في شارع سيوكو 4، بجانب الخطوط الرئيسة من أثينا إلى إنوي. المتحف يحتوي على معالم ذات صلة بتاريخ النقل في السكك الحديدية في اليونان. المتحف مفتوح يوميًّا من التاسعة صباحًا وحتى الواحدة ظهرًا ما عدا يوم الاثنين، وهو مفتوح كذلك في أمسيات الأربعاء من الساعة الخامسة عصرًا وحتى الثامنة ليلًا. الدخول للمتحف مجاني. ويُحظر التصوير في المتحف.

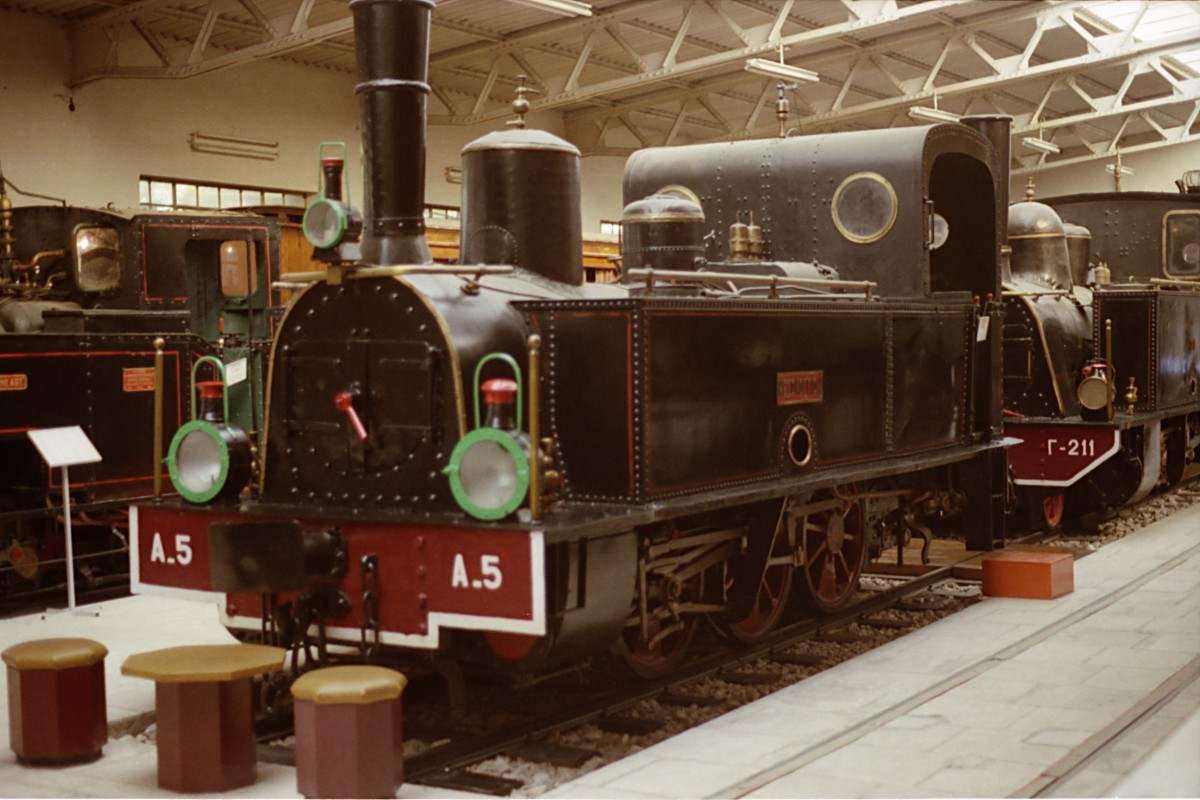
القاطرة أ-5.

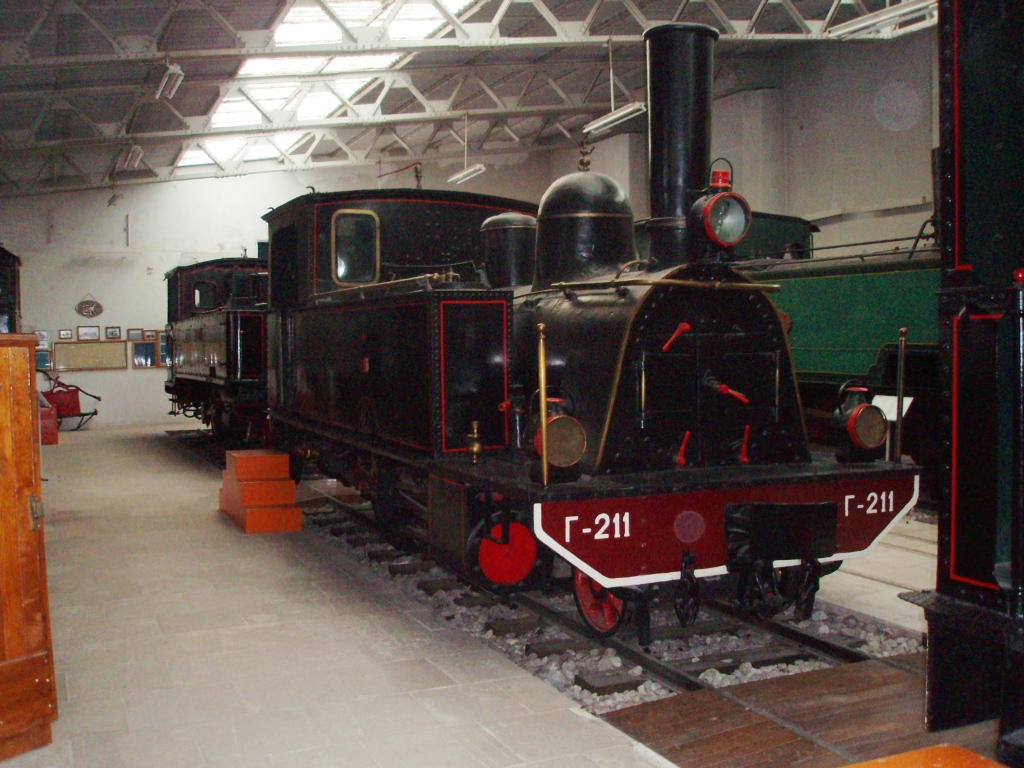
القاطرة ج-211.

## اطّلع أيضًا على
- متحف السكك الحديدية الكهربائية في بيرايوس